# Shelley Rhead
Shelley Rhead-Skarvan (ur. 16 lutego 1965 w Moose Jaw) – kanadyjska panczenistka.

## Kariera
Największy sukces w karierze Shelley Rhead osiągnęła w 1988 roku, kiedy zajęła szóste miejsce w biegu na 500 m podczas igrzysk olimpijskich w Calgary. Na tych samych igrzyskach była też czternasta na dwukrotnie dłuższym dystansie. Na rozgrywanych cztery lata później igrzyskach w Albertville zajęła odpowiednio 18. i 25. miejsce. Ponadto w 1989 roku zajęła siódme miejsce na sprinterskich mistrzostwach świata w Heerenveen. W poszczególnych biegach była tam szósta w pierwszym biegu na 500 m, jedenasta w pierwszym biegu na 1000 m, siódma w drugim biegu na 500 m i ósma w drugim na 1000 m. Wielokrotnie startowała w zawodach Pucharu Świata, ale nigdy nie stanęła na podium. Najlepsze wyniki osiągnęła w sezonie 1986/1987, kiedy była szósta w klasyfikacji końcowej 500 m. W 1992 roku zakończyła karierę.